# 쓰가루시
쓰가루시(일본어: つがる市, 문화어: 쯔가루시)는 일본 아오모리현 중서부에 있는 시이다. 현내에서 무쓰시에 이어 두 번째로 히라가나 이름을 쓰는 시이다.

## 지리
쓰가루반도의 서해안에 위치하고 동해와 접한다. 도시는 냉량한 해양성 기후로 시원한 여름과 춥고 폭설이 내리는 겨울이 특징이다.

## 인접하는 자치체
- 히로사키시
- 고쇼가와라시
- 니시쓰가루군 아지가사와정
- 기타쓰가루군 쓰루타정, 나카도마리정

## 역사
쓰루가 지역은 에도 시대에 쓰가루씨의 히로사키번 영지의 일부였다.
2005년 2월 11일에 니시쓰가루군 기즈쿠리정, 모리타촌, 가시와촌, 이나가키촌, 샤리키촌 등 1정 4촌이 합병해 탄생하였다.

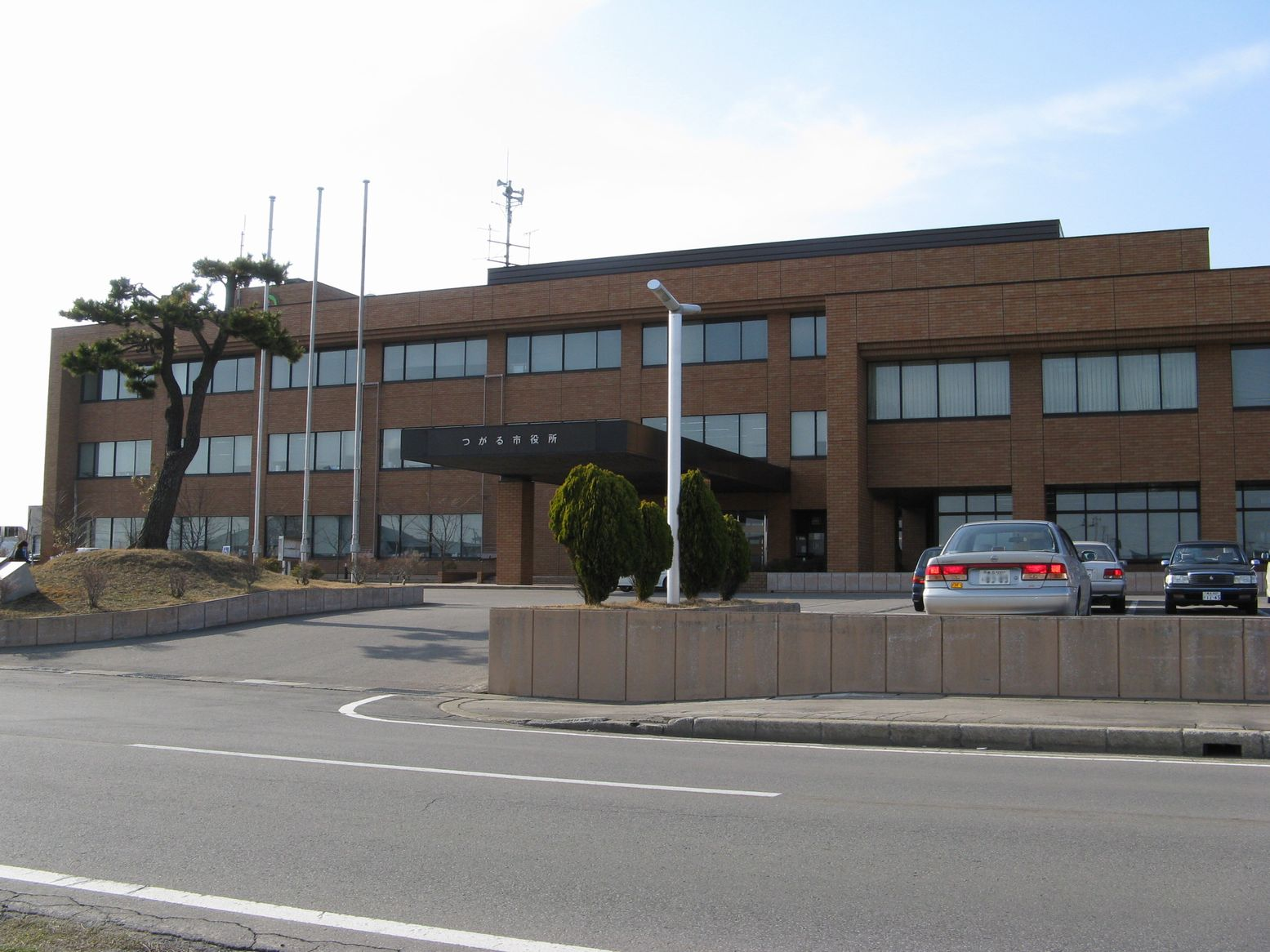
쓰가루시청

## 경제
쓰가루시의 경제는 주로 농업과 어업에 의존하고 있다. 도시는 지역의 작은 상업 중심지 역할을 한다. 농산품으로는 쌀, 사과, 수박 등이 있다.

## 교통

### 철도
- 동일본 여객철도 고노선

### 도로
- 국도 101호선

## 인구
| 연도 | 인구 | ±% p.a. |
| --- | --- | ------- |
| 1960 | 57,965 | —       |
| 1970 | 50,785 | −1.31%  |
| 1980 | 46,869 | −0.80%  |
| 1990 | 43,699 | −0.70%  |
| 2000 | 41,320 | −0.56%  |
| 2010 | 37,243 | −1.03%  |
| 2020 | 30,934 | −1.84%  |
| 이 그래프는 더 이상 지원되지 않는 레거시 그래프 확장 기능 을 사용하고 있습니다. 새로운 차트 확장 기능 으로 변환해야 합니다. | |         |
| | 이 그래프는 더 이상 지원되지 않는 레거시 그래프 확장 기능을 사용하고 있습니다. 새로운 차트 확장 기능으로 변환해야 합니다. |         |

|                                              | |
| 쓰가루시의 전국의 연령별 인구 분포（2005년） | 쓰가루시의 연령·남녀별 인구 분포（2005년）                                                                                |
| ■자주색 ― 쓰가루시 ■녹색 ― 일본전국          | ■파랑색 ― 남자 ■빨간색 ― 여자                                                                                             |
| · 쓰가루시（에 해당되는 지역）의 인구추이    | |
| 일본 총무성 통계국 국세조사 결과             | |
|                                              | 이 그래프는 더 이상 지원되지 않는 레거시 그래프 확장 기능을 사용하고 있습니다. 새로운 차트 확장 기능으로 변환해야 합니다. |

## 자매 도시
- 일본 지바현 가시와시
- 일본 홋카이도 시라오이정
- 미국 메인주 배스